# Villa Grove (Illinois)
Villa Grove es una ciudad ubicada en el condado de Douglas en el estado estadounidense de Illinois. En el Censo de 2010 tenía una población de 2537 habitantes y una densidad poblacional de 649,99 personas por km².

## Geografía
Villa Grove se encuentra ubicada en las coordenadas 39°51′52″N 88°9′35″O / 39.86444, -88.15972. Según la Oficina del Censo de los Estados Unidos, Villa Grove tiene una superficie total de 3.9 km², de la cual 3.88 km² corresponden a tierra firme y (0.46%) 0.02 km² es agua.

## Demografía
Según el censo de 2010, había 2537 personas residiendo en Villa Grove. La densidad de población era de 649,99 hab./km². De los 2537 habitantes, Villa Grove estaba compuesto por el 96.18% blancos, el 0.16% eran afroamericanos, el 0.32% eran amerindios, el 0.32% eran asiáticos, el 0% eran isleños del Pacífico, el 1.14% eran de otras razas y el 1.89% pertenecían a dos o más razas. Del total de la población el 2.44% eran hispanos o latinos de cualquier raza.